# Han Jian
Han Jian (chinesisch 韓健 / 韩健, auch Han Tsien übersetzt; * 6. Juli 1956 in Liaoning) ist ein ehemaliger chinesischer Badmintonspieler.

## Karriere
Han Jian war einer der besten Einzelspieler weltweit in der ersten Hälfte der 1980er Jahre. Er wurde 1981 Zweiter im Badmintonweltcup. 1982 gewann er die Asienspiele und 1985 wurde er Weltmeister.

## Sportliche Erfolge
| Saison | Veranstaltung     | Disziplin    | Platz | Name     |
| ------ | ----------------- | ------------ | ----- | -------- |
| 1981   | Weltcup           | Herreneinzel | 2     | Han Jian |
| 1982   | Asienspiele       | Herreneinzel | 1     | Han Jian |
| 1983   | Japan Open        | Herreneinzel | 1     | Han Jian |
| 1983   | Weltmeisterschaft | Herreneinzel | 3     | Han Jian |
| 1984   | Dutch Masters     | Herreneinzel | 1     | Han Jian |
| 1985   | Indonesia Open    | Herreneinzel | 1     | Han Jian |
| 1985   | Swedish Open      | Herreneinzel | 1     | Han Jian |
| 1985   | Weltmeisterschaft | Herreneinzel | 1     | Han Jian |